# Humbaur
Die Humbaur GmbH ist ein deutscher Hersteller von Anhängern und Fahrzeugaufbauten mit Sitz in Gersthofen im Landkreis Augsburg. Eigentümer ist Ulrich Humbaur. Im Geschäftsjahr 2020 erwirtschaftete Humbaur einen Umsatz in Höhe von 159,5 Millionen Euro.

## Geschichte

### Gründung und Anfänge
1957 gründete Anton Humbaur (1933–2022) in Donauwörth die Firma Humbaur als Werksvertretung für landwirtschaftliche Maschinen, Anhänger, Pflüge und Getreidemühlen.
Im Jahr 1980 zog das Unternehmen von Donauwörth nach Gersthofen bei Augsburg in ein neu errichtetes Bürogebäude mit Lagerhalle. Am neuen Standort erfolgte zusätzlich eine Anpassung an die geänderten wirtschaftlichen Rahmenbedingungen: 1981 wurde der Vertrieb von Pkw-Anhängern aufgenommen. Diese wurden in der Anfangsphase noch aus Italien importiert und für den deutschen Markt umgebaut. Ulrich Humbaur übernahm 1982 die Geschäftsführung. 1984 wurde mit einer eigenen Pkw-Anhängerproduktion in Gersthofen begonnen. Seit 1985 firmiert die Gesellschaft unter dem Namen Humbaur GmbH. 1989 war die Umorientierung zum PKW-Anhängerhersteller abgeschlossen und der Vertrieb von Landmaschinen wurde eingestellt.

### Expansion im Inland
Seit 1998 werden Pferdeanhänger produziert. 2001 zog das Unternehmen in ein neu gebautes Verwaltungs- und Fertigungsgebäude am Mercedesring in Gersthofen um. 2005 wurde dort eine zweite Fertigungshalle gebaut.
2004 produzierte Humbaur erstmals Schwerlastanhänger. 2007 übernahm das Unternehmen den Polyesterlieferanten NCK, der anschließend in Polynova GmbH & Co. KG umfirmiert wurde. Im Segment bis 3,5 Tonnen brachte Humbaur 2008 einen Motorradtrailer auf den Markt. Ebenfalls 2008 wurde das Speditionsprogramm um Ein- und Zweiachstrailer erweitert.
Infolge der Insolvenz des Konkurrenten Kögel im Jahr 2009 wurde das Unternehmen von Ulrich Humbaur aufgekauft und als eigenständige Marke fortgeführt.
Die Einführung eines Fahrzeugtransporters erfolgte 2012. Ein Jahr später wurde eine neue Serie von Humbaur-Pferdeanhängern vorgestellt, die in den folgenden Jahren um weitere Pferdeanhänger erweitert wurde. 2016 brachte Humbaur Fahrzeugaufbauten für Trocken- und Kühlfracht auf den Markt.
Seit 2018 vertreibt Humbaur Kofferanhänger, deren Seitenwände je nach Modell aus Sandwichpaneelen bzw. aus Sperrholz gefertigt sind. Ein Transportsicherheitssystem für Pferdeanhänger wurde 2019 auf den Markt gebracht, im selben Jahr präsentierte Humbaur einen neuen Sattelauflieger auf der NordBau in Münster.
Im Jahr 2020 stellte das Unternehmen einen Lkw-Anhänger vor, der für den Transport von Baumaterialien, Palettenware und Stückgut geeignet ist. Ebenfalls 2020 führte Humbaur einen Vollpoly-Alu-Kofferanhänger als Ein- und Tandemachser ein, der Platz für zwei Motorräder bietet.

### Jüngere Entwicklungen
Im April 2022 verstarb der Firmengründer Anton Humbaur nach kurzer, schwerer Krankheit im Alter von 89 Jahren.
Zum 1. Oktober 2022 übernahm Volker Nilles die Position des Geschäftsführers von Ulrich Humbaur. Ulrich Humbaur konzentrierte sich seitdem auf die Koordination der voneinander unabhängigen Unternehmen Humbaur und Kögel.
In der Presse wurde über Auseinandersetzungen zwischen Belegschaft und Geschäftsführung unter Ulrich Humbaur um die Gründung eines Betriebsrats berichtet, die ab Ende 2021 bestünden. Das Management versuche, laut den Vorwürfen der Gewerkschaft IG Metall, „mit allen Mitteln (…) die Erstwahl eines Betriebsrates und damit Mitbestimmung im Betrieb zu verhindern“. Nach intensiven Verhandlungen zwischen der IG Metall und Humbaur einigten sich beide Parteien auf einen Tarifvertrag, der zum 1. November 2023 in Kraft trat und der Lohnerhöhungen sowie zusätzliche Urlaubstage für die Beschäftigten beinhaltete.

## Unternehmensstruktur
Am Standort in Gersthofen sind der Firmensitz sowie die Produktionsanlagen der Humbaur GmbH ansässig. Humbaur arbeitet mit Händlern zusammen, welche die in Gersthofen produzierten Anhänger und Aufbauten europaweit vertreiben.
Im Geschäftsjahr 2020 erwirtschaftete das Unternehmen einen Umsatz in Höhe von 159,5 Millionen Euro und beschäftigte 512 Mitarbeiter.

## Produkte

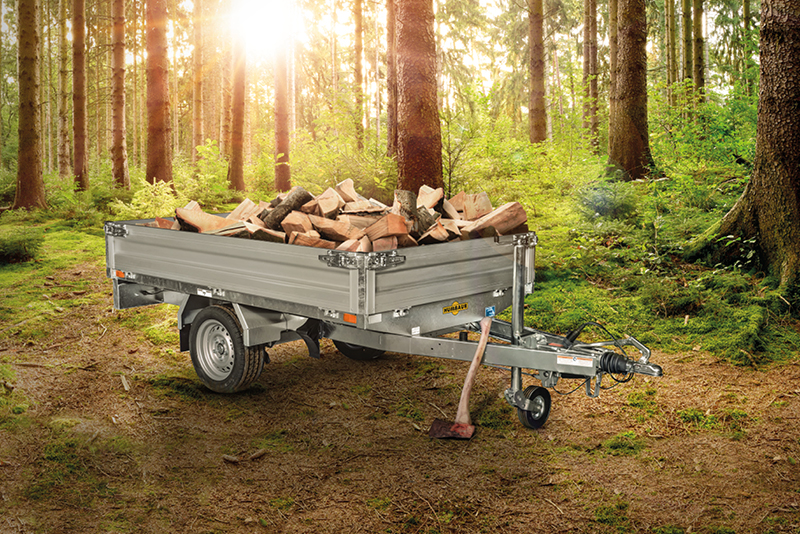
Humbaur Serie 1.000 Hochlader HU

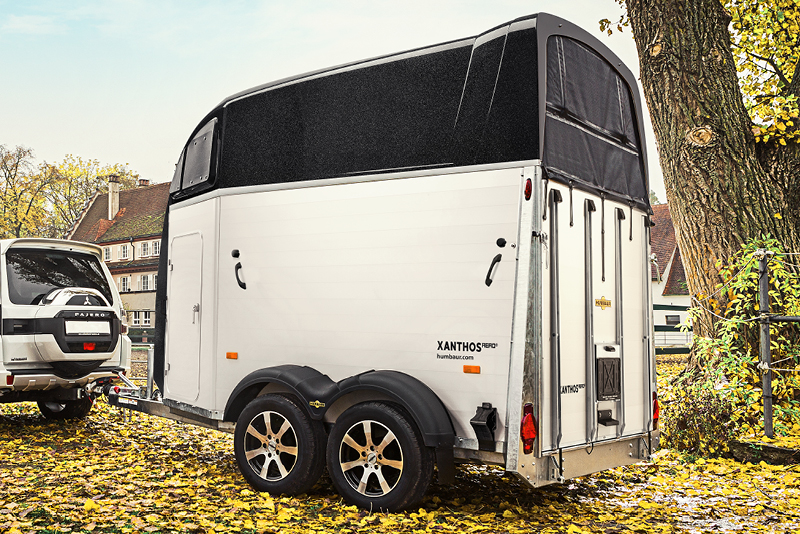
Humbaur Serie 7.000 Xanthos AERO

Die Produkte umfassen rund 420 Anhänger-Serienmodelle und 230 Modelle der Flexbox-Kofferaufbauten. Die Humbaur GmbH produziert in Gersthofen u. a. Einachsanhänger, Tandemanhänger, kippbare Anhänger und Baumaschinentransporter, Kofferanhänger, Fahrzeugtransportanhänger, Pferdeanhänger, Bauanhänger, Multifunktionsanhänger, Viehanhänger sowie Fahrzeugaufbauten. Dabei sind verschiedene Ausstattungsmerkmale wie Hoch- oder Tieflader sowie ungebremste oder gebremste Anhänger erhältlich. Das gesamte Humbaur-Produktprogramm unterteilt sich in verschiedene Serien mit Nummernbezeichnungen: So ist z. B. die Serie 2.000 – Tandemachsanhänger, Serie 3.000 – Dreiseitenkipper und Serie 5.000 – Kofferanhänger erhältlich.

## Auszeichnungen
- 2020: Auszeichnung Bayerns Best 50 durch das Bayerische Staatsministerium für Wirtschaft, Landesentwicklung und Energie[4]
- 2023: Finalist bei dem Wettbewerb Großer Preis des Mittelstandes, ausgezeichnet durch eine 5-köpfige Fachjury für das Bundesland Bayern[32]